# Marcello Bartolucci
Marcello Bartolucci (Bastia Umbra, 9 aprile 1944) è un arcivescovo cattolico italiano, dal 29 dicembre 2020 segretario emerito della Congregazione delle cause dei santi.

## Biografia
Nasce a Bastia Umbra, in provincia di Perugia e allora in diocesi di Assisi, il 9 aprile 1944.

### Formazione e ministero sacerdotale
Frequenta gli studi nel Pontificio seminario regionale umbro "Pio XI", laureandosi in teologia. Ottiene il dottorato in sacra teologia presso la Pontificia Università Lateranense, la licenza in diritto canonico presso la Pontificia università "San Tommaso d'Aquino", il diploma di teologia pastorale presso la Pontificia Università Lateranense.
Il 9 novembre 1968 è ordinato presbitero dal vescovo Giuseppe Placido Nicolini.
È dapprima vicario parrocchiale e poi parroco nella parrocchia di Valfabbrica, dal 1968 al 1977. Dal 1970 al 1973 è parroco nella parrocchia di Santa Maria di Lignano, piccola frazione del comune di Assisi.
Presso la diocesi di Assisi-Nocera Umbra-Gualdo Tadino è incaricato diocesano della pastorale vocazionale ed assistente diocesano dell'Azione Cattolica; è, inoltre, docente di religione cattolica nelle scuole medie statali inferiori e superiori.
Nel 1977 entra in servizio presso la Congregazione delle cause dei santi, dove ha svolto diverse funzioni. Per oltre vent'anni ha avuto la responsabilità della redazione dei Decreti sulle virtù, martirio e miracoli, sia in italiano, sia in latino per la pubblicazione sugli "Acta Apostolicae Sedis", curando la stesura in italiano delle bolle pontificie di canonizzazione e dei brevi apostolici di beatificazione. Il 14 luglio 2007 è nominato sottosegretario del medesimo dicastero da papa Benedetto XVI; succede a Michele Di Ruberto, precedentemente nominato segretario della stessa congregazione.

### Ministero episcopale
Il 29 dicembre 2010 papa Benedetto XVI lo nomina segretario della Congregazione delle cause dei santi ed arcivescovo titolare di Bevagna; succede a Michele Di Ruberto, dimessosi per raggiunti limiti di età. Il 5 febbraio 2011 riceve l'ordinazione episcopale, con gli arcivescovi Antonio Guido Filipazzi, Savio Hon Tai-Fai, Celso Morga Iruzubieta e Edgar Peña Parra, nella basilica di San Pietro in Vaticano, per imposizione delle mani dello stesso pontefice, co-consacranti i cardinali Angelo Sodano e Tarcisio Bertone.
Il 19 dicembre 2013 è confermato nel suo incarico da papa Francesco; il 29 dicembre 2015 viene nuovamente confermato donec aliter provideatur.
Il 18 gennaio 2021 gli succede nell'incarico l'arcivescovo Fabio Fabene.

## Genealogia episcopale
La genealogia episcopale è:
- Cardinale Scipione Rebiba
- Cardinale Giulio Antonio Santori
- Cardinale Girolamo Bernerio, O.P.
- Arcivescovo Galeazzo Sanvitale
- Cardinale Ludovico Ludovisi
- Cardinale Luigi Caetani
- Cardinale Ulderico Carpegna
- Cardinale Paluzzo Paluzzi Altieri degli Albertoni
- Papa Benedetto XIII
- Papa Benedetto XIV
- Papa Clemente XIII
- Cardinale Bernardino Giraud
- Cardinale Alessandro Mattei
- Cardinale Pietro Francesco Galleffi
- Cardinale Giacomo Filippo Fransoni
- Cardinale Antonio Saverio De Luca
- Arcivescovo Gregor Leonhard Andreas von Scherr, O.S.B.
- Arcivescovo Friedrich von Schreiber
- Arcivescovo Franz Joseph von Stein
- Arcivescovo Joseph von Schork
- Vescovo Ferdinand von Schlör
- Arcivescovo Johann Jakob von Hauck
- Vescovo Ludwig Sebastian
- Cardinale Joseph Wendel
- Arcivescovo Josef Schneider
- Vescovo Josef Stangl
- Papa Benedetto XVI
- Arcivescovo Marcello Bartolucci